# Municipio de Union (condado de Fulton, Arkansas)
El municipio de Union (en inglés: Union Township) es un municipio ubicado en el condado de Fulton en el estado estadounidense de Arkansas. En el año 2010 tenía una población de 303 habitantes y una densidad poblacional de 5,05 personas por km².

## Geografía
El municipio de Union se encuentra ubicado en las coordenadas 36°17′26″N 91°52′55″O / 36.29056, -91.88194. Según la Oficina del Censo de los Estados Unidos, el municipio tiene una superficie total de 59.98 km², de la cual 59,98 km² corresponden a tierra firme y (0 %) 0 km² es agua.

## Demografía
Según el censo de 2010, había 303 personas residiendo en el municipio de Union. La densidad de población era de 5,05 hab./km². De los 303 habitantes, el municipio de Union estaba compuesto por el 98,35 % blancos, el 0,33 % eran amerindios, el 0,99 % eran de otras razas y el 0,33 % eran de una mezcla de razas. Del total de la población el 0,33 % eran hispanos o latinos de cualquier raza.